# Ryan Camenzuli
Ryan Camenzuli (Birkirkara, 8 settembre 1994) è un calciatore maltese, difensore dell'Ħamrun Spartans e della nazionale maltese.

## Caratteristiche tecniche
È un terzino sinistro. Può giocare da esterno di centrocampo, o ala.

## Carriera

### Club
Inizia a giocare a calcio nelle giovanili del Birkirkara. Esordisce in prima squadra – a 16 anni – il 30 gennaio 2011 contro il Vittoriosa Stars, subentrando al 91' al posto di Terence Vella.
Il 7 luglio 2011 esordisce nelle competizioni europee in Vllaznia-Birkirkara (1-1), incontro preliminare valido per l'accesso alla fase a gironi di UEFA Europa League, subentrando al 75' al posto di Jacopo Camilli. Il 24 agosto 2016 si trasferisce in prestito al Floriana. Nel 2019 lascia il Birkirkara – con cui ha vinto un campionato, tre Coppe di Malta e due Supercoppe – accordandosi a titolo definitivo con il Floriana.
Il 24 luglio 2022 viene ingaggiato dall'Ħamrun Spartans, firmando un accordo di durata quinquennale.

### Nazionale
Ha giocato nelle nazionali giovanili maltesi Under-19 ed Under-21.
Esordisce in nazionale maggiore il 25 marzo 2015 contro la Georgia in amichevole, subentrando al 90' al posto di Steve Borg.

## Calcioscommesse
Il 9 gennaio 2018 riceve una squalifica di 18 mesi, inflitta dalla UEFA con l'accusa di aver collaborato alla combine di alcune partite di qualificazione agli Europei Under-21 2017 (Malta-Montenegro, Malta-Repubblica Ceca), in relazione ad alcuni episodi avvenuti nel 2016.

## Statistiche

### Presenze e reti nei club
Statistiche aggiornate al 13 dicembre 2023.
| Stagione               | Squadra                | Campionato             | Campionato | Campionato | Coppe nazionali | Coppe nazionali | Coppe nazionali | Coppe continentali | Coppe continentali | Coppe continentali | Altre coppe | Altre coppe | Altre coppe | Totale | Totale |
| Stagione               | Squadra                | Comp                   | Pres       | Reti       | Comp            | Pres            | Reti            | Comp               | Pres               | Reti               | Comp        | Pres        | Reti        | Pres   | Reti   |
| ---------------------- | ---------------------- | ---------------------- | ---------- | ---------- | --------------- | --------------- | --------------- | ------------------ | ------------------ | ------------------ | ----------- | ----------- | ----------- | ------ | ------ |
| 2010-2011              | Birkirkara             | PL                     | 1+1        | 0          | CM              | 0               | 0               | UCL                | 0                  | 0                  | SM          | 0           | 0           | 2      | 0      |
| 2011-2012              | Birkirkara             | PL                     | 11+6       | 0+1        | CM              | 1               | 0               | UEL                | 1                  | 0                  | -           | -           | -           | 19     | 1      |
| 2012-2013              | Birkirkara             | PL                     | 19+6       | 3          | CM              | 2               | 1               | UEL                | 2                  | 0                  | -           | -           | -           | 29     | 4      |
| 2013-2014              | Birkirkara             | PL                     | 18+9       | 1+3        | CM              | 3               | 3               | UCL                | 2                  | 0                  | SM          | 1           | 0           | 33     | 7      |
| 2014-2015              | Birkirkara             | PL                     | 19+11      | 1+4        | CM              | 5               | 2               | UEL                | 2                  | 1                  | SM          | 1           | 0           | 38     | 8      |
| 2015-2016              | Birkirkara             | PL                     | 27         | 9          | CM              | 4               | 1               | UEL                | 4                  | 0                  | SM          | 1           | 0           | 36     | 10     |
| ago. 2016              | Birkirkara             | PL                     | 0          | 0          | CM              | 0               | 0               | UEL                | 3                  | 0                  | -           | -           | -           | 3      | 0      |
| ago. 2016-2017         | Floriana               | PL                     | 29         | 4          | CM              | 5               | 1               | -                  | -                  | -                  | -           | -           | -           | 34     | 5      |
| 2017-2018              | Birkirkara             | PL                     | 13         | 0          | CM              | 1               | 0               | -                  | -                  | -                  | -           | -           | -           | 14     | 0      |
| 2018-2019              | Birkirkara             | PL                     | 0          | 0          | CM              | 0               | 0               | UEL                | 0                  | 0                  | -           | -           | -           | 0      | 0      |
| Totale Birkirkara      | Totale Birkirkara      | Totale Birkirkara      | 141        | 22         |                 | 16              | 7               |                    | 14                 | 1                  |             | 3           | 0           | 174    | 30     |
| 2019-2020              | Floriana               | PL                     | 18         | 1          | CM              | 2               | 0               | -                  | -                  | -                  | -           | -           | -           | 20     | 1      |
| 2020-2021              | Floriana               | PL                     | 22         | 1          | CM              | 1               | 0               | UCL+UEL            | 1+2                | 0                  | -           | -           | -           | 26     | 1      |
| 2021-2022              | Floriana               | PL                     | 21+4       | 3          | CM              | 5               | 0               | -                  | -                  | -                  | -           | -           | -           | 30     | 3      |
| Totale Floriana        | Totale Floriana        | Totale Floriana        | 94         | 9          |                 | 13              | 1               |                    | 3                  | 0                  |             | -           | -           | 110    | 10     |
| 2022-2023              | Ħamrun Spartans        | PL                     | 26         | 1          | CM              | 3               | 0               | UECL               | 8                  | 1                  | -           | -           | -           | 37     | 2      |
| 2023-2024              | Ħamrun Spartans        | PL                     | 10         | 0          | CM              | 0               | 0               | UCL+UECL           | 2+4                | 0                  | SM          | 1           | 0           | 17     | 0      |
| Totale Ħamrun Spartans | Totale Ħamrun Spartans | Totale Ħamrun Spartans | 36         | 1          |                 | 3               | 0               |                    | 14                 | 1                  |             | 1           | 0           | 54     | 2      |
| Totale carriera        | Totale carriera        | Totale carriera        | 271        | 32         |                 | 32              | 8               |                    | 31                 | 2                  |             | 4           | 0           | 338    | 42     |

### Cronologia presenze e reti in nazionale
| Cronologia completa delle presenze e delle reti in nazionale ― Malta | Cronologia completa delle presenze e delle reti in nazionale ― Malta | Cronologia completa delle presenze e delle reti in nazionale ― Malta | Cronologia completa delle presenze e delle reti in nazionale ― Malta | Cronologia completa delle presenze e delle reti in nazionale ― Malta | Cronologia completa delle presenze e delle reti in nazionale ― Malta | Cronologia completa delle presenze e delle reti in nazionale ― Malta | Cronologia completa delle presenze e delle reti in nazionale ― Malta |
| Data                                                                 | Città                                                                | In casa                                                              | Risultato                                                            | Ospiti                                                               | Competizione                                                         | Reti                                                                 | Note                                                                 |
| -------------------------------------------------------------------- | -------------------------------------------------------------------- | -------------------------------------------------------------------- | -------------------------------------------------------------------- | -------------------------------------------------------------------- | -------------------------------------------------------------------- | -------------------------------------------------------------------- | -------------------------------------------------------------------- |
| 25-3-2015                                                            | Tbilisi                                                              | Georgia                                                              | 2 – 0                                                                | Malta                                                                | Amichevole                                                           | -                                                                    | 90’                                                                  |
| 11-11-2015                                                           | Istanbul                                                             | Giordania                                                            | 2 – 0                                                                | Malta                                                                | Amichevole                                                           | -                                                                    | 58’                                                                  |
| 27-5-2016                                                            | Kufstein                                                             | Rep. Ceca                                                            | 6 – 0                                                                | Malta                                                                | Amichevole                                                           | -                                                                    | 75’                                                                  |
| 15-11-2016                                                           | Ta' Qali                                                             | Malta                                                                | 0 – 2                                                                | Islanda                                                              | Amichevole                                                           | -                                                                    | 57’                                                                  |
| 3-9-2020                                                             | Tórshavn                                                             | Fær Øer                                                              | 3 – 2                                                                | Malta                                                                | UEFA Nations League 2020-2021 - 1º turno                             | -                                                                    |                                                                      |
| 6-9-2020                                                             | Ta' Qali                                                             | Malta                                                                | 1 – 1                                                                | Lettonia                                                             | UEFA Nations League 2020-2021 - 1º turno                             | -                                                                    |                                                                      |
| 7-10-2020                                                            | Ta' Qali                                                             | Malta                                                                | 2 – 0                                                                | Gibilterra                                                           | Amichevole                                                           | -                                                                    | 59’                                                                  |
| 10-10-2020                                                           | Andorra la Vella                                                     | Andorra                                                              | 0 – 0                                                                | Malta                                                                | UEFA Nations League 2020-2021 - 1º turno                             | -                                                                    |                                                                      |
| 13-10-2020                                                           | Riga                                                                 | Lettonia                                                             | 0 – 1                                                                | Malta                                                                | UEFA Nations League 2020-2021 - 1º turno                             | -                                                                    |                                                                      |
| 14-11-2020                                                           | Ta' Qali                                                             | Malta                                                                | 3 – 1                                                                | Andorra                                                              | UEFA Nations League 2020-2021 - 1º turno                             | -                                                                    |                                                                      |
| 17-11-2020                                                           | Ta' Qali                                                             | Malta                                                                | 1 – 1                                                                | Fær Øer                                                              | UEFA Nations League 2020-2021 - 1º turno                             | -                                                                    |                                                                      |
| 24-3-2021                                                            | Ta' Qali                                                             | Malta                                                                | 1 – 3                                                                | Russia                                                               | Qual. Mondiali 2022                                                  | -                                                                    | 86’                                                                  |
| 27-3-2021                                                            | Trnava                                                               | Slovacchia                                                           | 2 – 2                                                                | Malta                                                                | Qual. Mondiali 2022                                                  | -                                                                    | 23’                                                                  |
| 30-3-2021                                                            | Fiume                                                                | Croazia                                                              | 3 – 0                                                                | Malta                                                                | Qual. Mondiali 2022                                                  | -                                                                    |                                                                      |
| 30-5-2021                                                            | Klagenfurt am Wörthersee                                             | Irlanda del Nord                                                     | 3 – 0                                                                | Malta                                                                | Amichevole                                                           | -                                                                    |                                                                      |
| 4-6-2021                                                             | Klagenfurt am Wörthersee                                             | Kosovo                                                               | 2 – 1                                                                | Malta                                                                | Amichevole                                                           | -                                                                    | 88’                                                                  |
| 1-9-2021                                                             | Ta' Qali                                                             | Malta                                                                | 3 – 0                                                                | Cipro                                                                | Qual. Mondiali 2022                                                  | -                                                                    |                                                                      |
| 4-9-2021                                                             | Lubiana                                                              | Slovenia                                                             | 1 – 0                                                                | Malta                                                                | Qual. Mondiali 2022                                                  | -                                                                    | 46’                                                                  |
| 7-9-2021                                                             | Mosca                                                                | Russia                                                               | 2 – 0                                                                | Malta                                                                | Qual. Mondiali 2022                                                  | -                                                                    |                                                                      |
| 11-10-2021                                                           | Larnaca                                                              | Cipro                                                                | 2 – 2                                                                | Malta                                                                | Qual. Mondiali 2022                                                  | -                                                                    |                                                                      |
| 11-11-2021                                                           | Ta' Qali                                                             | Malta                                                                | 1 – 7                                                                | Croazia                                                              | Qual. Mondiali 2022                                                  | -                                                                    |                                                                      |
| 14-11-2021                                                           | Ta' Qali                                                             | Malta                                                                | 0 – 6                                                                | Slovacchia                                                           | Qual. Mondiali 2022                                                  | -                                                                    | 43’, 47’                                                             |
| 25-3-2022                                                            | Ta' Qali                                                             | Malta                                                                | 1 – 0                                                                | Azerbaigian                                                          | Amichevole                                                           | -                                                                    |                                                                      |
| 29-3-2022                                                            | Ta' Qali                                                             | Malta                                                                | 2 – 0                                                                | Kuwait                                                               | Amichevole                                                           | -                                                                    | 72’                                                                  |
| 1-6-2022                                                             | Ta' Qali                                                             | Malta                                                                | 0 – 1                                                                | Venezuela                                                            | Amichevole                                                           | -                                                                    | 41’                                                                  |
| 9-6-2022                                                             | Ta' Qali                                                             | Malta                                                                | 1 – 2                                                                | Estonia                                                              | UEFA Nations League 2022-2023 - 1º turno                             | -                                                                    |                                                                      |
| 12-6-2022                                                            | Ta' Qali                                                             | Malta                                                                | 1 – 0                                                                | San Marino                                                           | UEFA Nations League 2022-2023 - 1º turno                             | -                                                                    |                                                                      |
| 23-9-2022                                                            | Tallinn                                                              | Estonia                                                              | 2 – 1                                                                | Malta                                                                | UEFA Nations League 2022-2023 - 1º turno                             | -                                                                    |                                                                      |
| 27-9-2022                                                            | Ta' Qali                                                             | Malta                                                                | 2 – 1                                                                | Israele                                                              | Amichevole                                                           | -                                                                    | 90+2’                                                                |
| 17-11-2022                                                           | Ta' Qali                                                             | Malta                                                                | 2 – 2                                                                | Grecia                                                               | Amichevole                                                           | -                                                                    | 27’                                                                  |
| 20-11-2022                                                           | Ta' Qali                                                             | Malta                                                                | 0 – 1                                                                | Irlanda                                                              | Amichevole                                                           | -                                                                    | 90+2’                                                                |
| 23-3-2023                                                            | Skopje                                                               | Macedonia del Nord                                                   | 2 – 1                                                                | Malta                                                                | Qual. Euro 2024                                                      | -                                                                    | 77’                                                                  |
| 9-6-2023                                                             | Lussemburgo                                                          | Lussemburgo                                                          | 0 – 1                                                                | Malta                                                                | Amichevole                                                           | -                                                                    |                                                                      |
| 19-6-2023                                                            | Trnava                                                               | Ucraina                                                              | 1 – 0                                                                | Malta                                                                | Qual. Euro 2024                                                      | -                                                                    |                                                                      |
| 6-9-2023                                                             | Ta' Qali                                                             | Malta                                                                | 1 – 0                                                                | Gibilterra                                                           | Amichevole                                                           | -                                                                    |                                                                      |
| 12-9-2023                                                            | Ta' Qali                                                             | Malta                                                                | 0 – 2                                                                | Macedonia del Nord                                                   | Qual. Euro 2024                                                      | -                                                                    | 66’                                                                  |
| 14-10-2023                                                           | Bari                                                                 | Italia                                                               | 4 – 0                                                                | Malta                                                                | Qual. Euro 2024                                                      | -                                                                    |                                                                      |
| 17-10-2023                                                           | Ta' Qali                                                             | Malta                                                                | 1 – 3                                                                | Ucraina                                                              | Qual. Euro 2024                                                      | -                                                                    | [ 21 ]                                                               |
| 17-11-2023                                                           | Londra                                                               | Inghilterra                                                          | 2 – 0                                                                | Malta                                                                | Qual. Euro 2024                                                      | -                                                                    |                                                                      |
| 7-6-2024                                                             | Grödig                                                               | Rep. Ceca                                                            | 7 – 1                                                                | Malta                                                                | Amichevole                                                           | -                                                                    | 69’                                                                  |
| 11-6-2024                                                            | Grödig                                                               | Malta                                                                | 0 – 2                                                                | Grecia                                                               | Amichevole                                                           | -                                                                    |                                                                      |
| 7-9-2024                                                             | Chișinău                                                             | Moldavia                                                             | 2 – 0                                                                | Malta                                                                | UEFA Nations League 2024-2025 - 1º turno                             | -                                                                    |                                                                      |
| 10-9-2024                                                            | Andorra la Vella                                                     | Andorra                                                              | 0 – 1                                                                | Malta                                                                | UEFA Nations League 2024-2025 - 1º turno                             | 1                                                                    |                                                                      |
| 13-10-2024                                                           | Ta' Qali                                                             | Malta                                                                | 1 – 0                                                                | Moldavia                                                             | UEFA Nations League 2024-2025 - 1º turno                             | -                                                                    |                                                                      |
| 19-11-2024                                                           | Ta' Qali                                                             | Malta                                                                | 0 – 0                                                                | Andorra                                                              | UEFA Nations League 2024-2025 - 1º turno                             | -                                                                    | 34’                                                                  |
| 21-3-2025                                                            | Ta' Qali                                                             | Malta                                                                | 0 – 1                                                                | Finlandia                                                            | Qual. Mondiali 2026                                                  | -                                                                    | 71’                                                                  |
| 24-3-2025                                                            | Varsavia                                                             | Polonia                                                              | 2 – 0                                                                | Malta                                                                | Qual. Mondiali 2026                                                  | -                                                                    |                                                                      |
| 7-6-2025                                                             | Ta' Qali                                                             | Malta                                                                | 0 – 0                                                                | Lituania                                                             | Qual. Mondiali 2026                                                  | -                                                                    | 90’                                                                  |
| 10-6-2025                                                            | Groninga                                                             | Paesi Bassi                                                          | 8 – 0                                                                | Malta                                                                | Qual. Mondiali 2026                                                  | -                                                                    | 81’                                                                  |
| Totale                                                               |                                                                      | Presenze                                                             | 49                                                                   |                                                                      | Reti                                                                 | 1                                                                    |                                                                      |

## Palmarès

### Club

#### Competizioni nazionali
- Campionato maltese: 4

Birkirkara: 2012-2013
Floriana: 2019-2020
Ħamrun Spartans: 2022-2023, 2023-2024, 2024-2025
- Coppa di Malta: 2

Birkirkara: 2014-2015
Floriana: 2021-2022
- Supercoppa di Malta: 4

Birkirkara: 2013, 2014
Ħamrun Spartans: 2023, 2024